# Blixtkrig

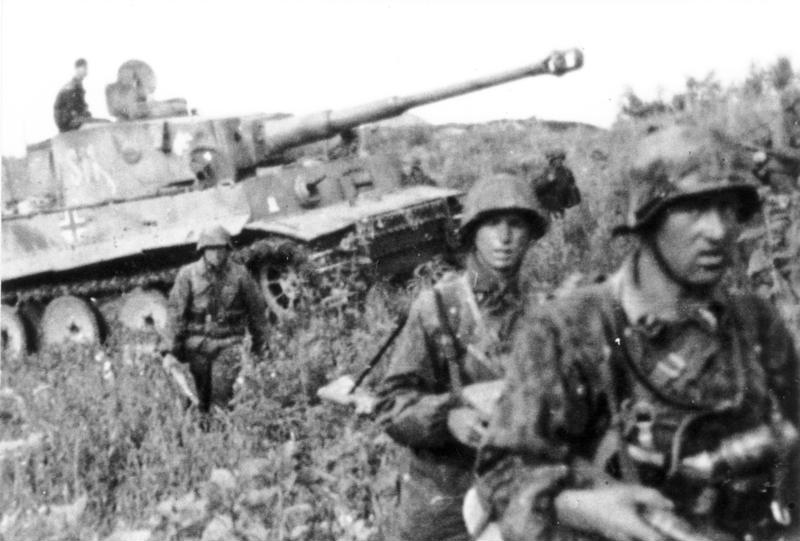
Blixtkrigets karaktäristika är ett välkoordinerat, mycket mobilt infanteri och pansar.

Blixtkrig (tyska: Blitzkrieg) är ett begrepp från andra världskriget för snabbt genomförda militära operationer som ofta ledde till avgörande resultat. Det mest typiska exemplet är det tyska anfallet på Polen 1939.
Blixtkrig är en typ av taktik i krig som går ut på att, med hjälp av kombinerat användande av infanteri, pansar och flygstridskrafter, utnyttja överraskning av motståndaren och därmed begränsa dennes förmåga att hinna anpassa sig. Taktiken är framförallt känd från andra världskriget, då Tysklands arméer använde blixtkrig, till en början med stor framgång. Termen används ibland i militärlitteratur som en samlingsbeteckning för Tysklands militära framgångar under första hälften av andra världskriget. 
Blixtkriget är delvis en utveckling av infiltrationstaktiken som utvecklades under första världskriget. Blixtkrigskonceptet utvecklades i Tyskland under mellankrigstiden. Den tyske generalen Heinz Guderian är känd som "blixtkrigets fader" för sina insatser för att införa stridsvagnar och rörlig krigföring av blixtkrigstyp i tyska armén under 1930-talet. Bland den tyska arméns högre chefer under andra världskriget rådde det dock ingen enighet kring någon specifik blixtkrigsdoktrin. Tvärtom var de tyska generalerna påfallande ofta oeniga; vissa generaler förespråkade en mer försiktig, metodisk krigföring där det fotmarscherande infanteriet, inte pansartrupperna, bestämde tempot.
Den tyska arméns officersutbildning under mellankrigstiden prioriterade snabb beslutsfattning, initiativtagande, snabba order liksom rörlig anfallsstrid, liksom uppdragstaktik. Detta passade väl in på blixtkrigskonceptet. Detta fick ofta till följd att tyskarna klarade av att strida i ett högre tempo än motståndaren.
Principen för blixtkrig är att man slår sig genom den fientliga fronten med mekaniserade förband som sedan kan fortsätta in i landet snabbare än motståndarens soldater kan marschera, och därigenom kan de mekaniserade förbanden skära av alla möjligheter till förstärkning. De mekaniserade förbanden kan även anfalla staber, förråd och kommunikationscentra. Blixtkriget kräver vissa komponenter:
1. Herravälde över luftrummet.
2. Pansartrupper som klarar av att öppna den bräsch i fronten som behövs.
3. En fiende som inte kan slå ut pansarfordonen.
4. En fiende som inte kan föra in förstärkning på andra sätt.
5. Infanteri som kan föras fram i samma takt som pansartrupperna för att besätta erövrade stödjepunkter (alltså motoriserat eller mekaniserat infanteri). Endast en liten del av det tyska infanteriet var dock av detta slag.

Det mest tydliga exemplet på framgångsrikt tyskt blixtkrig är det tyska anfallet på Frankrike (Fall Gelb) i maj och juni 1940, där tyskarna snabbt lyckades besegra en materiellt och styrkemässigt delvis överlägsen motståndare men med en föråldrad militär doktrin baserad på erfarenheterna från första världskriget. De första mycket framgångsrika månaderna under Operation Barbarossa på sommaren 1941 kan också beskrivas som ett blixtkrig.
Tyskarnas blixtkrig körde fast under andra hälften av andra världskriget. Slaget vid Kursk 1943 är ett tydligt exempel där Röda armén hade utvecklat metoder, bland annat försvar på djupet med många pansarvärnsvapen samt en stor rörlig mekaniserad reservstyrka, som lyckades stoppa tyskarnas blixtkrig. De metoder i krigföringen som Röda armén och de allierade använde sig av mot tyskarna 1944–1945 påminde om och var delvis en kopia av blixtkrig.
Ordet används även i andra sammanhang. En militär operation som leder till snabb framgång och som genomförs med snabbhet och överraskning kan ibland benämnas som blixtkrig. USA:s snabba besegrande av Irak 2003 kan exempelvis beskrivas som ett blixtkrig. 